# Нюрбачан
Нюрбача́н (якут. Ньурбачаан) — село в Нюрбинском районе Республики Саха (Якутия) России. Административный центр и единственный населённый пункт Нюрбачанского наслега.

## География
Село находится в западной части Якутии, в пределах восточной части Верхневилюйского плато, между озёрами Санга-Кюель и Тонгус-Кюеле, к северу от реки Вилюй, на расстоянии примерно 11 км (по прямой) к северо-западу от города Нюрба, административного центра района. Абсолютная высота — 127 м над уровнем моря.
Климат
Климат характеризуется как резко континентальный, с продолжительной морозной зимой и жарким летом. Абсолютный минимум температуры воздуха самого холодного месяца (января) составляет −61 °C; абсолютный максимум самого тёплого месяца (июля) — 40 °C. Среднегодовое количество атмосферных осадков составляет 260—280 мм. Снежный покров держится в течение 210—225 дней в году.
Часовой пояс
Село Нюрбачан находится в часовой зоне МСК+6. Смещение применяемого времени относительно UTC составляет +9:00.

## Население
| 2002 | 2010 | 2012 | 2013 | 2014 | 2015 | 2016 |
| ---- | ---- | ---- | ---- | ---- | ---- | ---- |
| 633  | ↘630 | ↘628 | ↘624 | ↘607 | ↘605 | ↗613 |
| 2017 | 2018 | 2019 | 2020 | 2021 |      |      |
| ↘611 | ↘588 | ↘567 | ↘548 | →548 |      |      |

Половой состав
По данным Всероссийской переписи населения 2010 года, в гендерной структуре населения мужчины составляли 50,2 %, женщины — соответственно 49,8 %.
Национальный состав
Согласно результатам переписи 2002 года, в национальной структуре населения якуты составляли 99 % из 633 чел.

## Улицы
| - ул. Алаас, - ул. Берёзовая, - ул. Бушкова, - ул. Комсомольская, | - ул. Кэнчээри, - ул. Лесная, - ул. Ломоносова, - ул. Молодёжная, | - ул. Николаева, - ул. Пушкина, - ул. Школьная. |

## Инфраструктура
Действуют средняя общеобразовательная школа, детский сад, фельдшерско-акушерский пункт, культурный центр «Тумсуу» и библиотека.